# Xenaploactis
Xenaploactis is een geslacht van straalvinnige vissen uit de familie van fluweelvissen (Aploactinidae).

## Soorten
- Xenaploactis anopta Poss & Eschmeyer, 1980
- Xenaploactis asperrima (Günther, 1860)
- Xenaploactis cautes Poss & Eschmeyer, 1980